# Абхазский хребет
Абха́зский хребе́т (абх. Аҧснытәи ашьхаӡқуа, хребет Апснытви; груз. აფხაზეთის ქედი, Апхазетискеди) — горный хребет в Абхазии, на южных склонах Большого Кавказа.
Хребет служит восточным продолжением Бзыбского хребта, от которого отделён низкой перемычкой перевала Амткел, в районе которого начинается река Келасур, долина которой разделяет южные отроги двух хребтов. Простирается в соответствии с направлением складчатости параллельно Главному Кавказскому (Водораздельному) хребту, от которого отделён верховьями реки Бзыбь и долиной реки Чхалта.
Протяжённость хребта составляет около 60 км, высота до 3026 м (гора Шхапизга). Гребень с резкими горноледниковыми формами (следы значительного древнего оледенения), современное оледенение незначительно: три каровых ледника общей площадью не более 1 км². Пологие южные склоны разрезаны глубокими каньонами рек Амткел и Джампал, а также их притоков. В средней части северного склона есть несколько высокогорных озёр, относящихся к бассейну Чхалты.
Сложен юрскими порфиритами и сланцами. Склоны покрыты елово-пихтовыми и буковыми лесами, в гребневой части расположены горные луга. Распространены карстовые явления: подземные реки, пещеры, колодцы.